# Donje Selo (kanton sarajewski)
Donje Selo (serb. Доње Село) – wieś w środkowo-wschodniej Bośni i Hercegowinie, w Federacji Bośni i Hercegowiny, w kantonie sarajewskim, w gminie Ilijaš.

## Położenie
Wieś położona jest w odległości około 30 km na północny wschód od stolicy gminy- Ilijaš i około 35 km na północ od Sarajewa. Według regionalizacji fizycznogeograficznej Europy, zgodnej z uniwersalną klasyfikacją dziesiętną, przedstawioną w 1971 roku, wieś położona jest na obszarze megaregionu Półwysep Bałkański, prowincji Góry Dynarskie.

## Klimat
Miejscowość położona jest w strefie klimatu umiarkowanego przejściowego między klimatem kontynentalnym a śródziemnomorskim. Charakterystycznymi cechami tego klimatu są bardzo mroźne zimy i upalne lata. Dodatkowo zimą występują bardzo silne wiatry.

## Demografia
W 1991 roku wieś zamieszkiwało 167 osób, wszystkie deklarujące przynależność do Muzułmanów z narodowości (Boszniaków).